# Nishinoomote
Nishinoomote (jap. 西之表市 Nishinoomote-shi) – miasto w Japonii, w prefekturze Kagoshima, na wyspie Tanegashima.

## Historia
1 kwietnia 1889 roku, wraz z wdrożeniem przepisów miejskich, powstała wioska Kitatane (jap. 北種子村) (w powiecie Kumage). Z dniem 1 kwietnia 1926 roku w zdobyła status miasteczka, którego nazwa została zmieniona na Nishinoomote. 1 października 1958 roku zdobyło status miasta. 

## Populacja
Zmiany w populacji terenu miasta w latach 1940–2015: